# 평평한 섬의 서

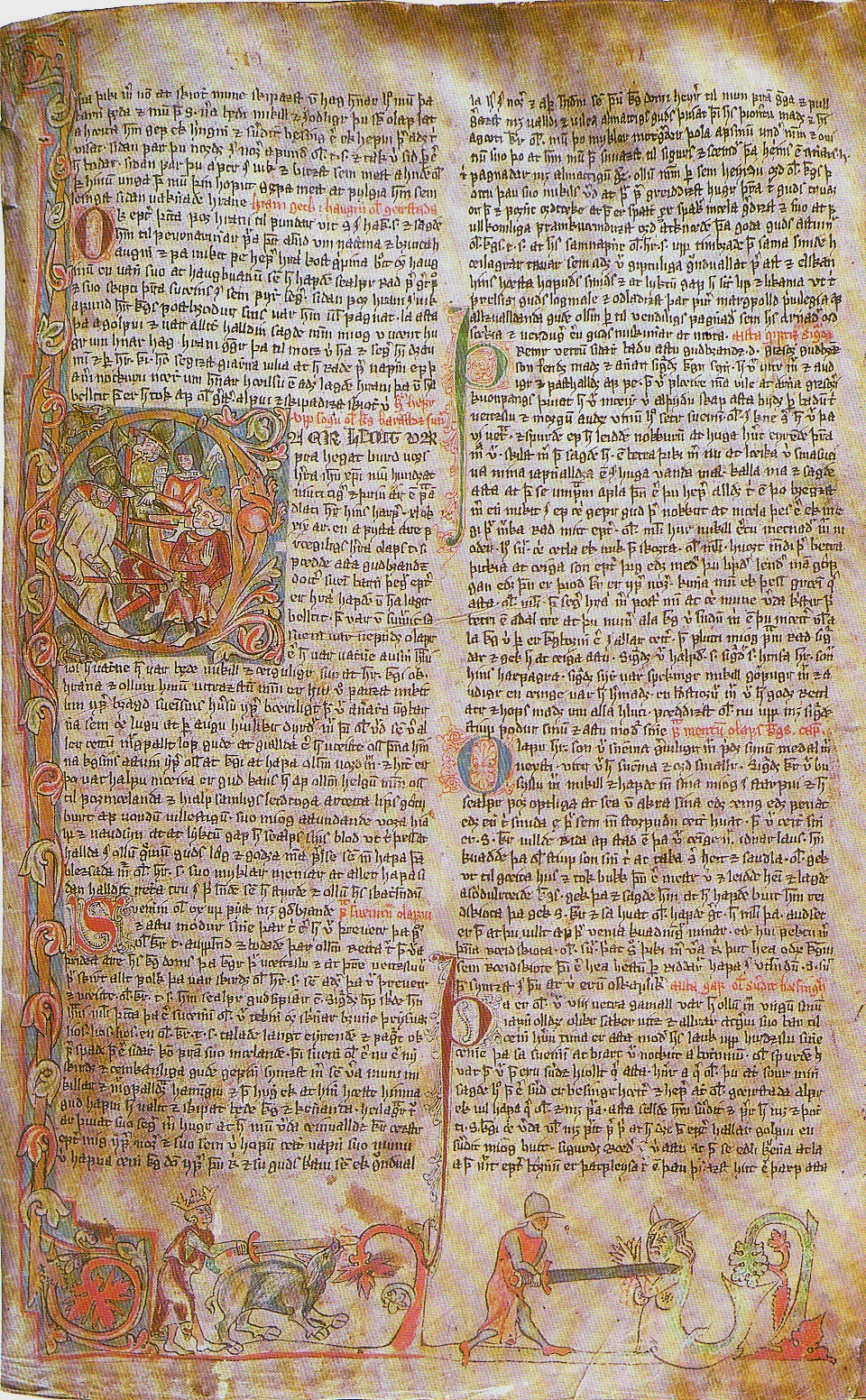

《평평한 섬의 서》(고대 노르드어: Flateyjarbók 플라테이야르복, 라틴어: Codex Flateyensis 코덱스 플라테이엔시스[*])는 중요한 중세 아이슬란드 필사본이다. GkS 1005 fol.라고도 한다.

## 역사
덴마크가 아이슬란드를 지배하면서 《플라테이야르복》등 아이슬란드의 많은 문화재를 덴마크로 가져갔다. 아이슬란드는 독립 후 문화재를 돌려받는 작업에 나섰다. 아이슬란드는 법적 대응의 한계를 깨닫고, 덴마크의 도덕성과 양심에 호소하였다. 물론 덴마크에서는 각계의 반발이 있었지만 아이슬란드는 20년 만인 1971년 4월 21일, 《플라테이야르복》과 함께 1,000여 점의 책을 돌려받았다.